# Влоцлавецька ГЕС
Влоцлавецька ГЕС — гідроелектростанція на півночі Польщі у місті Влоцлавек (Куявсько-Поморське воєводство).
Споруджена на найбільшій польській річці Вісла у її нижній течії. Біля лівого берега розташовані споруди бетонної частини греблі: судноплавний шлюз, машинний зал та десять водопропускних шлюзів. Далі до правого берега тягнеться широка (понад 100 метрів) земляна гребля. Під час спорудження ГЕС виконано земляні роботи в об'ємі 8 млн м³ та використано 380 тис. м³ бетону. Враховуючи рівнинний характер місцевості, гребля доволі невисока — 24 метри, та забезпечує напір лише у 8,8 метра.
У машинному залі встановлено шість турбін типу Каплан потужністю по 26,7 МВт, виготовлених у Харкові. Це обладнання забезпечує річне виробництво на рівні 739 млн кВт·год.
Видача продукції відбувається по ЛЕП, що працюють під напругою 110 кВ.